# サークル・ゲーム (ジョニ・ミッチェルの曲)
「サークル・ゲーム」 (The Circle Game) は、ジョニ・ミッチェルが作詞作曲した楽曲。ミッチェルのコンサートの定番曲であり、彼女の代表作の一つ。

## 概要
ミッチェルはカナダのフォーククラブに出演していた1965年頃、同じくフォークシンガーとして活動していたニール・ヤングと出会う。"You can't be twenty on Sugar Mountain" と歌われる「シュガー・マウンテン」という曲をヤングから聞かされた彼女は、返歌としてこの「サークル・ゲーム」を書いた。ミッチェルは1970年10月にロンドンでジェームス・テイラーと行ったコンサートで次のように述べている。
最初に本作品をレコードに吹き込んだのは、カナダのフォーク・デュオ、イアンとシルヴィアである。彼らのバージョンは1967年4月発売のアルバム『So Much for Dreaming』に収録された。同年7月、バフィー・セントメリーがアルバム『Fire & Fleet & Candlelight』でカバーし、1968年12月、トム・ラッシュが同名のアルバム『The Circle Game』でカバーした。バフィー・セントメリーのバージョンは1970年公開の映画『いちご白書』の主題歌として使用された。
ミッチェル自身のバージョンが正式にレコーディングされたのは1970年4月発売の3枚目のアルバム『レディズ・オブ・ザ・キャニオン』においてである。デヴィッド・クロスビー、スティーヴン・スティルス、グラハム・ナッシュの3人が「The Lookout Mountain United Downstairs Choir」という名前でコーラスに加わっている。
1970年、彼女はジェームズ・テイラーと二人でコンサートをよく行った。「サークル・ゲーム」はテイラーとのデュエットで披露された。前述の10月にロンドンで行ったコンサートのバージョンはいくつかのブートレッグに収められ、1970年10月16日にバンクーバーで行ったコンサートの音源は2009年11月発売の『アムチトカ』に収められた。
1974年11月発売のライブ・アルバム『マイルズ・オブ・アイルズ』に、L. A. エクスプレスと行った演奏のバージョンが収録されている。
2002年発売のアルバム『トラヴェローグ』に再録音バージョンが収録された。

## その他のバージョン
- アグネス・チャン - 1971年のアルバム『Will the Circle Game Be Unbroken』に収録[9]。姉のアイリーン・チャンと共に歌っている。
- ジローズ - 1971年のアルバム『ジローズ登場 戦争を知らない子供たち』に収録。
- ハリー・ベラフォンテ - 1971年のアルバム『The Warm Touch』に収録。
- ペニー・リム&ザ・シルバーストーンズ - 1972年のアルバム『Beautiful Sunday』に収録[10]。ペニー・リム（Penny Lim）はシンガポールの歌手。
- イアン・マッカロク - 1990年の12インチ・シングル「Proud to Fall」に収録。
- メイヤ - 2004年のアルバム『Mellow』に収録。
- 英珠 - 2004年のアルバム『Songs』に収録。
- サラ・ガザレク - 2005年のアルバム『Yours』に収録。
- リズ・カーライル - 2007年のアルバム『ウォーター・イズ・ワイド』に収録。
- 山本精一 - 2013年のアルバム『カバー・アルバム第一集』に収録。
- 森山良子 - 2015年のアルバム『フォークソングの時代』に収録。